# Rannamäe tee
Le rue de Rannamägi (en estonien : Rannamäe tee) est une rue du quartier Vanalinn de Kesklinn à Tallinn en Estonie.

## Présentation
La rue commence dans le prolongement de Toompuistee à l'intersection avec la rue Nunne tänav.
Puis elle croise Suurtüki tänav, Pikk tänav ,Väike Rannavärav,  puis Mere puiestee à l'intersection des rues Ahtri tänav et Mere puiestee.

## Bâtiments de la rue
En bordure de Rannamäe tee se dressent la Place des tours, Rannamägi, le jardin de Marguerite (et), le bastion de la petite porte côtière (et) et Rannavärava haljak.

## Transports
Rannamäe tee est desservie par les lignes de tramway n° 1et 2.
.

## Galerie

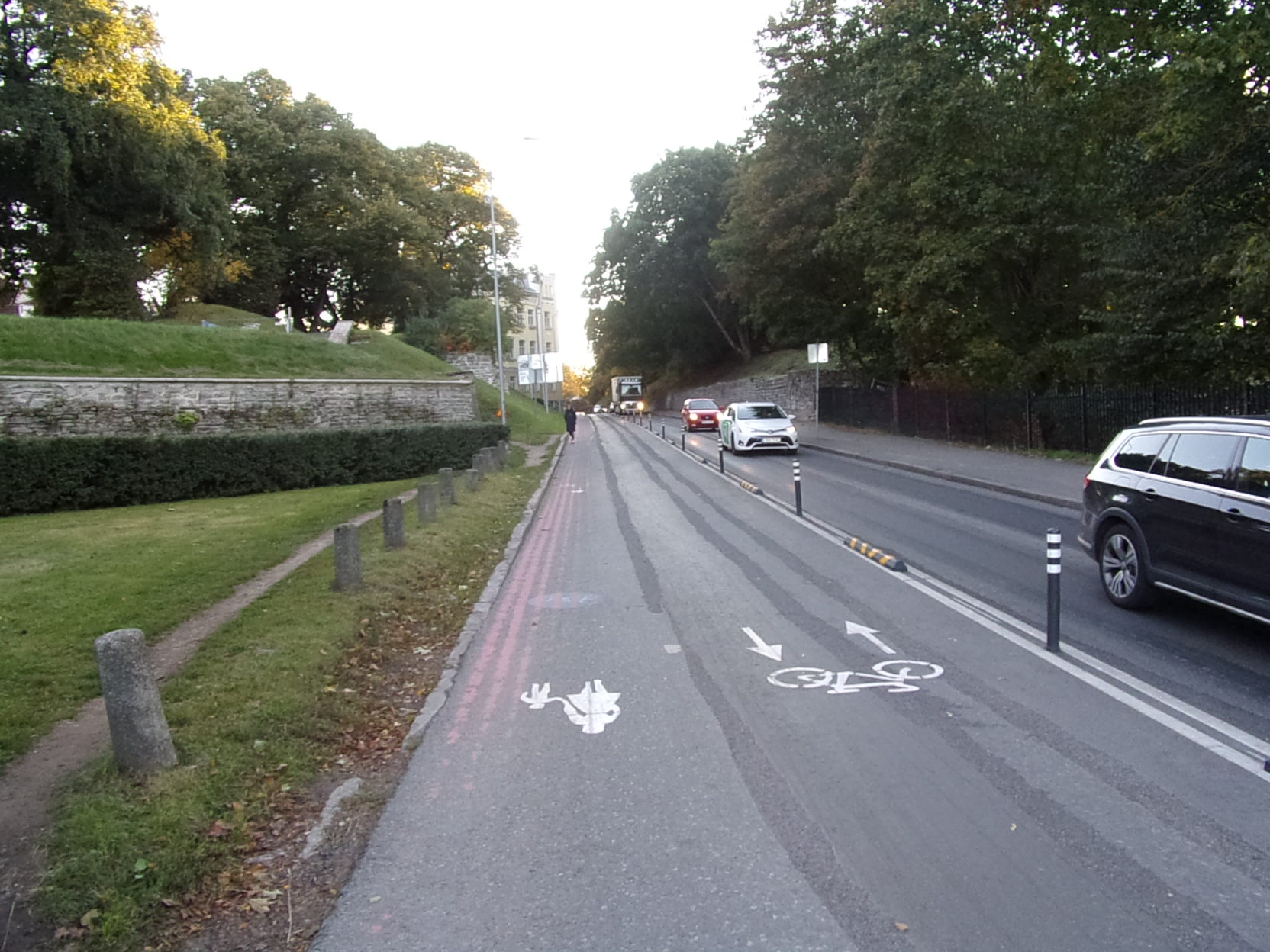
Rannamäe tee devant le bastion Skoone.
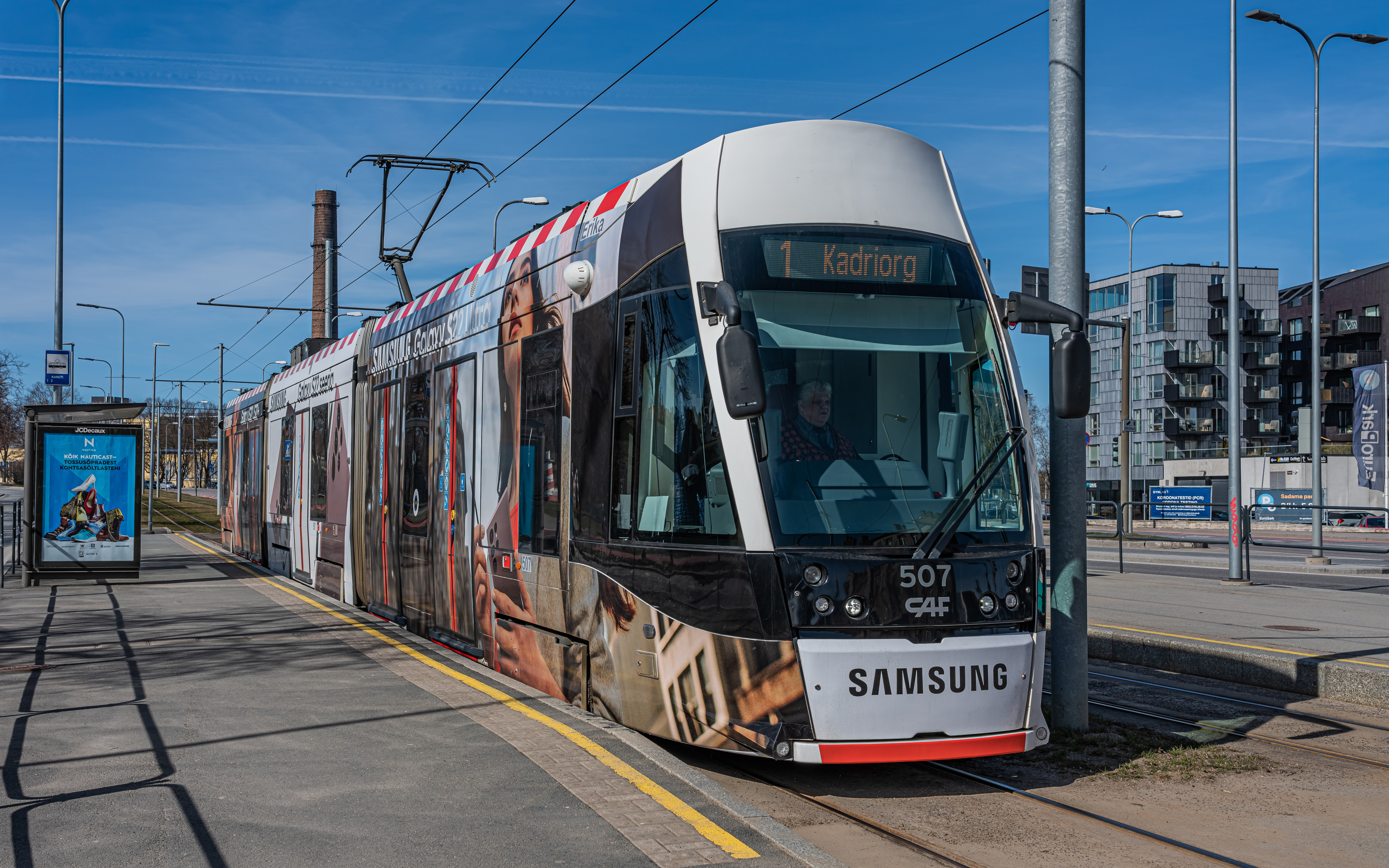
Tramway 1 à l'arrêt Kanuti.
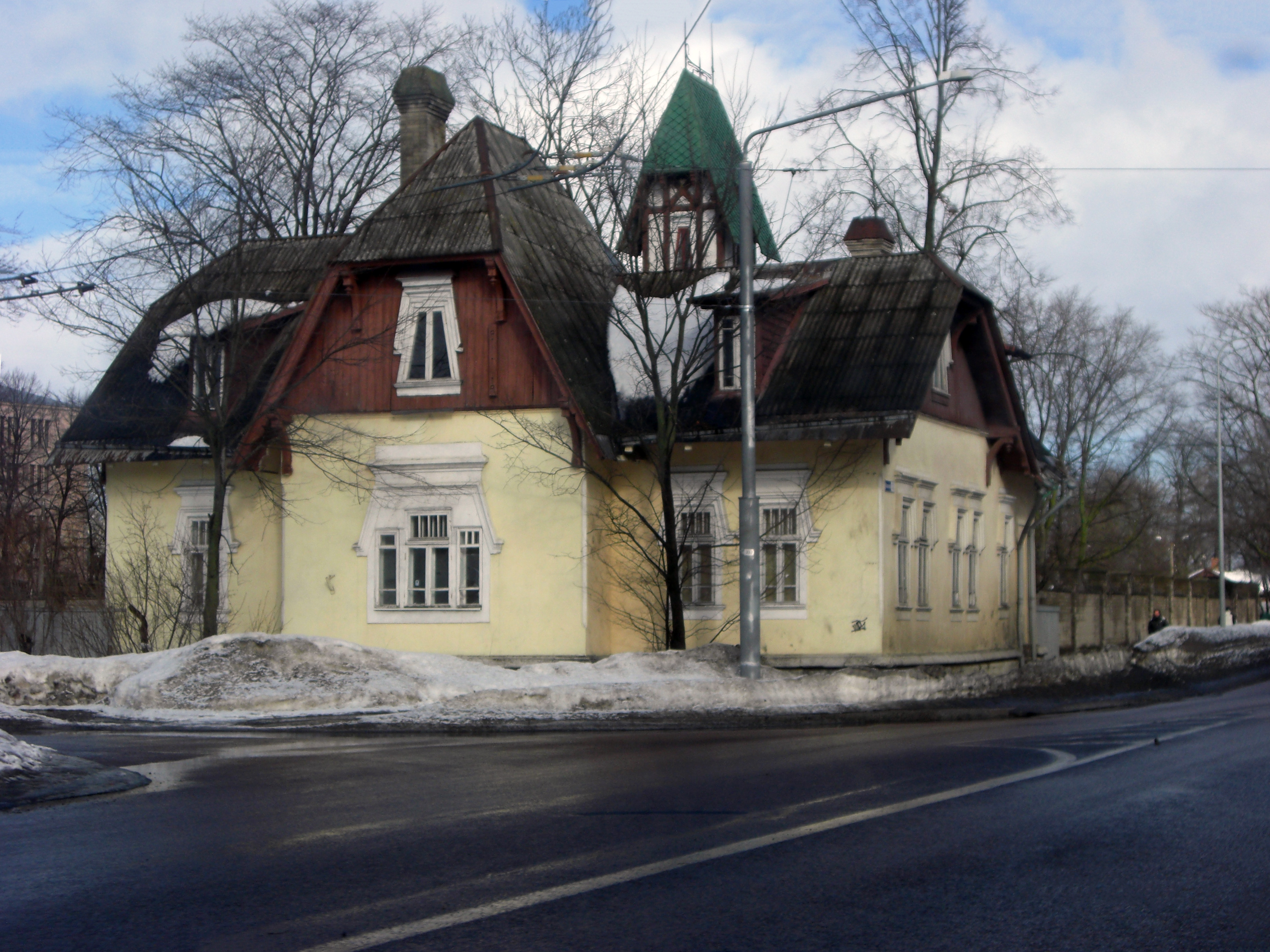
Rannamäe tee 3.

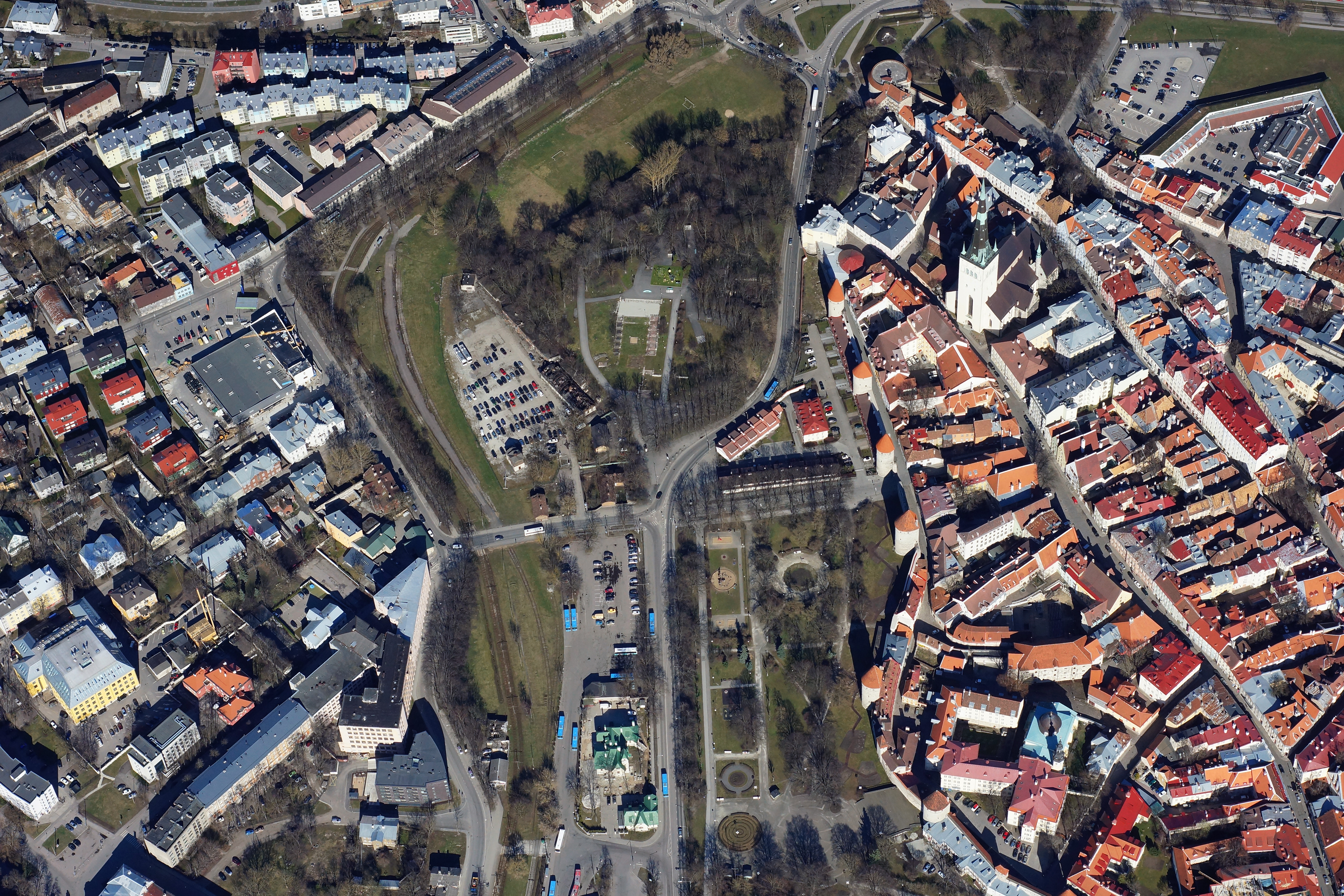
Vue aérienne de Vanalinn.
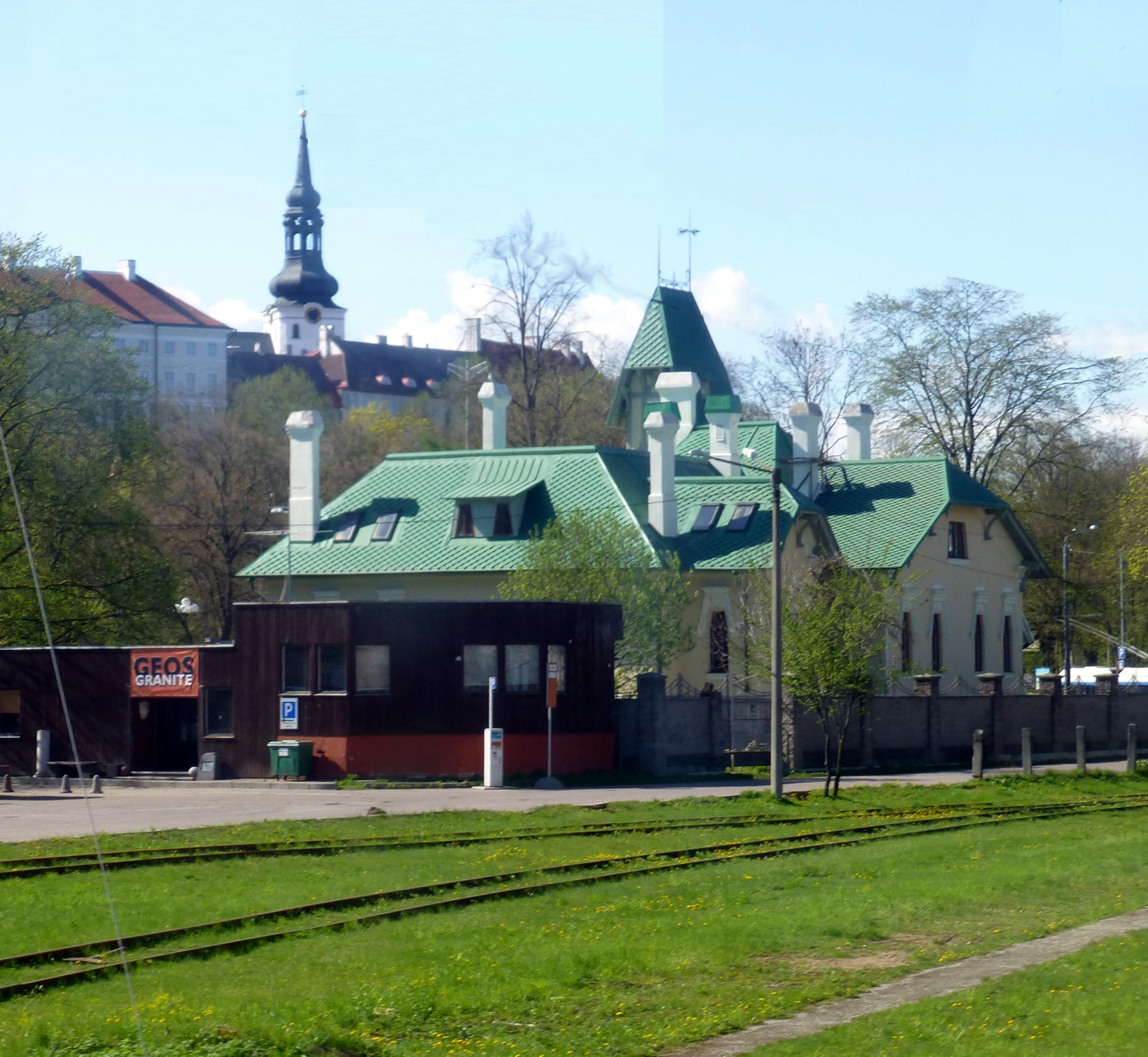
Rannamäe tee 5.
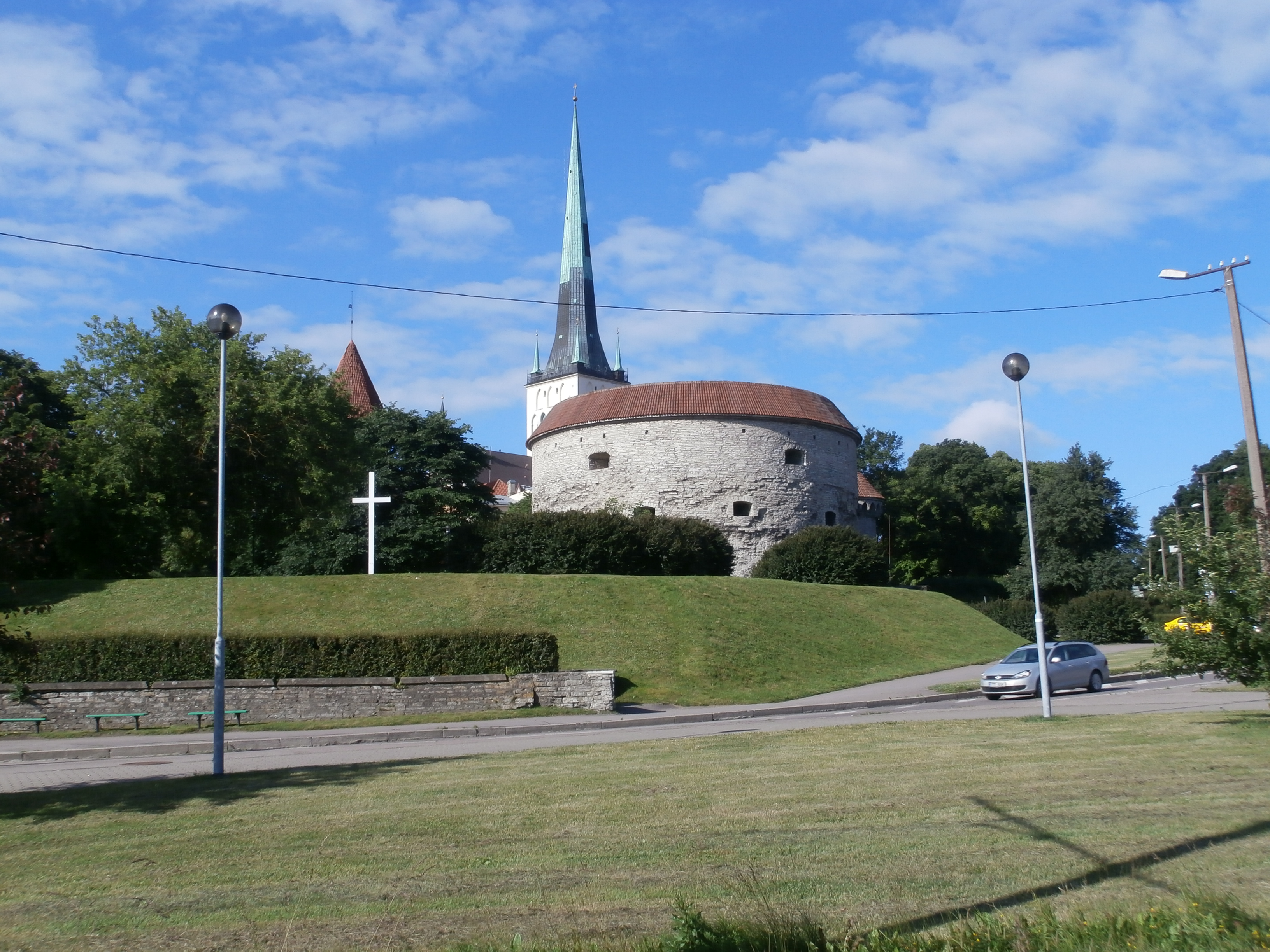
Margareeta aed
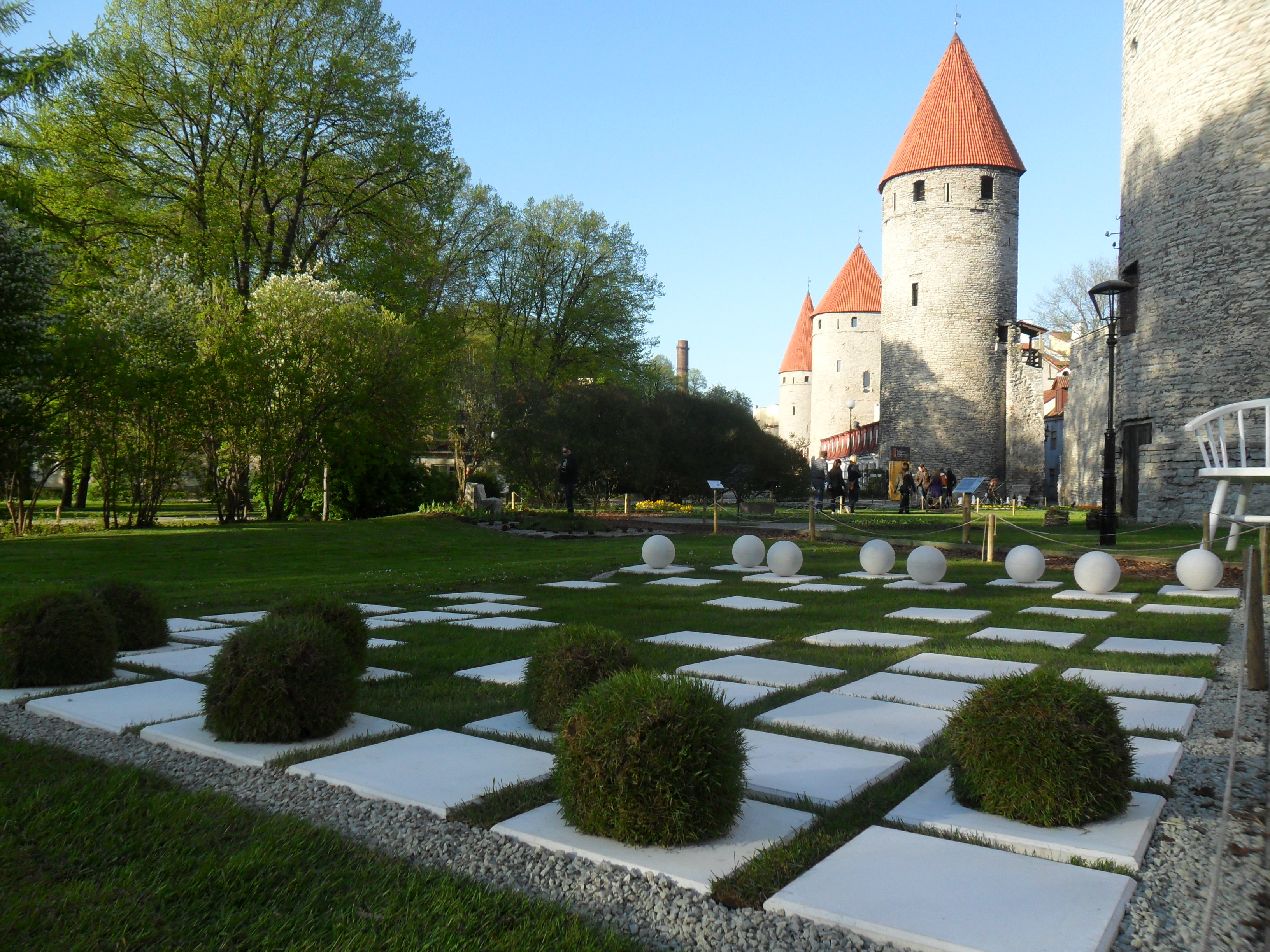
Place de tours.